# 3 ذات الكرسي
3 ذات الكرسي Cassiopeiae ( 3 Cas ) هو نجم غير معروف في كوكبة Cassiopeia (طوطبة ذات الكرسي) المصنفة من قبل عالم الفلك الإنجليزي John Flamsteed . هذا النجم لا يحمل أي هوية مع النجوم الفعلية التي تشاهد اليوم. على عكس 34 Tauri ، الذي كان كوكب أورانوس ، ولم يتم التوفيق مع 3 Cas من خلال المعرفة اللاحقة.

## الهوية على أنه مستعر أعظم ذات الكرسي A
نجم 3 ذات الكرسي أو 3 Cassiopeiae. كان يُعتقد في البداية أنه خاطئ ، وفي الواقع في عام 1875 كان كتالوج Baily الذي هو مشتقًا من كتالوج Flamsteed يغفل تمامًا 3 Cas. كان هذا هو الرأي السائد حتى بدء علم الفلك الراديوي . يقع ذات الكرسي A ألمع مصدر راديوي في الكوكبة ، يقع على بعد عدة دقائق قوسية من موقع فلامستيد لـ 3 Cas. أظهرت دراسة Cas A أن عمره 300 عام تقريبًا ، مما يعني أن فلامستيد ربما يكون قد لاحظ المستعر الأعظم. حيث كان خافتًا بفعل الغبار والغازات المتداخلة (مستوى مجرة درب التبانة يمر عبر كاسيوبيا) ، كان من الممكن أن يظهر المستعر الأعظم بقدر ظاهري 6 ، متوافقا بشكل جيد مع مشاهدة فلامستيد لـ 3 Cas. 

## الهوية على أنها بيانات خاطئة
لاحظت كارولين هيرشل أن نجمًا بالقرب من τ Cas ، HD 220562 ، يتناسب جيدًا مع 3 Cas إذا حدث خطأ شائع في قراءات السدس. بدلاً من ذلك ، ربما تمت ملاحظة النجم AR Cassiopeiae ، مرة أخرى مع تسجيل الموضع بشكل غير صحيح. 